# 古城街道 (滦州市)
古城街道，是中华人民共和国河北省唐山市滦州市下辖的一个乡镇级行政单位。

## 行政区划
古城街道下辖以下地区：
复兴路社区、榆关街社区、阁南社区、阁北社区、北关社区、老站社区、新站社区、胜利街社区、西关村、教场村、前窑村、后窑村、南关村、一街村、二街村、三街村、四街村、北关村、北东关村、北花园村、崔家坟村、福君庙村、东风村、老站村、郑家场村、王家花园村、郑庄子村、张庄子村、秦庄村、新站村、郭庄村、蒋庄村、高庵子村、泡石淀村、西刘各庄村、东刘各庄村、桃园村、西灰山村、东灰山村、韩家坟村、胡庄村和周王山村。